# 方圆街道
方圆街道，是中华人民共和国山東省烟台市海阳市下辖的一个乡镇级行政单位。

## 行政区划
方圆街道下辖以下地区：
生产村、团结村、里口村、新兴村、李家庄村、西哲阳村、车村、东哲阳村、南城阳村、楼庵村、北石河村、西石兰沟村、迟家村、北城阳村、东石兰沟村、牟家村、龙塘埠村、肋埠村、杨家泊村、高家泊村、秋林头村、道南村、它山泊村、邵家村、瓦埠庄村、沟于家村、宅子头村、镐地村、山口村、南修家村、岱格庄村、嵩潜村和儒家村。

## 人口
2010年中国第六次人口普查时，方圆街道共有人口74781人。共有家庭27732户，平均每户2.64人。14岁以下的少年儿童共10142人，占总人口13.56%；15-64岁人口共57812人，占总人口77.30%；65岁及以上的老年人共6827人，占总人口的9.129%。男性共计37394人，占总人口50.00%；女性共计37387，占总人口49.99%。本地居住的人口中，拥有本地户籍的人口为58967人，占78.85%。